# Gabriel Urdaneta
Gabriel Urdaneta   (Mérida, 7 de gener de 1976) és un futbolista veneçolà de la dècada de 2000.
Fou 77 cops internacional amb la selecció de Veneçuela.
Pel que fa a clubs, fou jugador, entre d'altres, de FC Luzern, Waldhof Mannheim i BSC Young Boys.